# Поповка (Некоузский район)
Поповка — село в Некоузском районе Ярославской области России. 
В рамках организации местного самоуправления входит в состав Волжского сельского поселения, в рамках административно-территориального устройства относится к Шестихинскому сельскому округу.

## География
Село расположено на берегу реки Сутка в 13 км на запад от центра поселения посёлка Волга и в 13 км на восток от районного центра села Новый Некоуз. 

## История
Храм Воскресения Христова строился с 1796 по 1804 год на средства прихожан и местного купца Н.А. Сумарокова. Строительство велось под руководством иеромонаха Югского монастыря Арсения. Церковь строилась с тремя престолами: во имя Воскресения Христова; во имя Смоленской иконы Божией Матери; во имя Великомученицы Параскевы. 
В конце XIX — начале XX века село входило в состав Ново-Никольской волости Мышкинского уезда Ярославской губернии.
С 1929 года село входило в состав Шестихинского сельсовета Некоузского района, с 2005 года — в составе Волжского сельского поселения.

## Население
| 1859 | 2002 | 2007 | 2010 |
| ---- | ---- | ---- | ---- |
| 112  | ↘5   | ↗14  | ↘10  |

## Достопримечательности
В селе расположена действующая Церковь Воскресения Христова (1804).